# Aston Martin DB11
La Aston Martin DB11 è una autovettura sportiva con carrozzeria coupé prodotta dalla casa automobilistica inglese Aston Martin dal 2016 al 2023. 
Ha sostituito la precedente DB9.

## Debutto
Ha debuttato al salone dell'automobile di Ginevra nel marzo 2016, in sostituzione della DB9. È il primo modello lanciato dalla Aston Martin da quando la Daimler ha acquistato una parte del pacchetto azionario della società (il 5%).

## Design

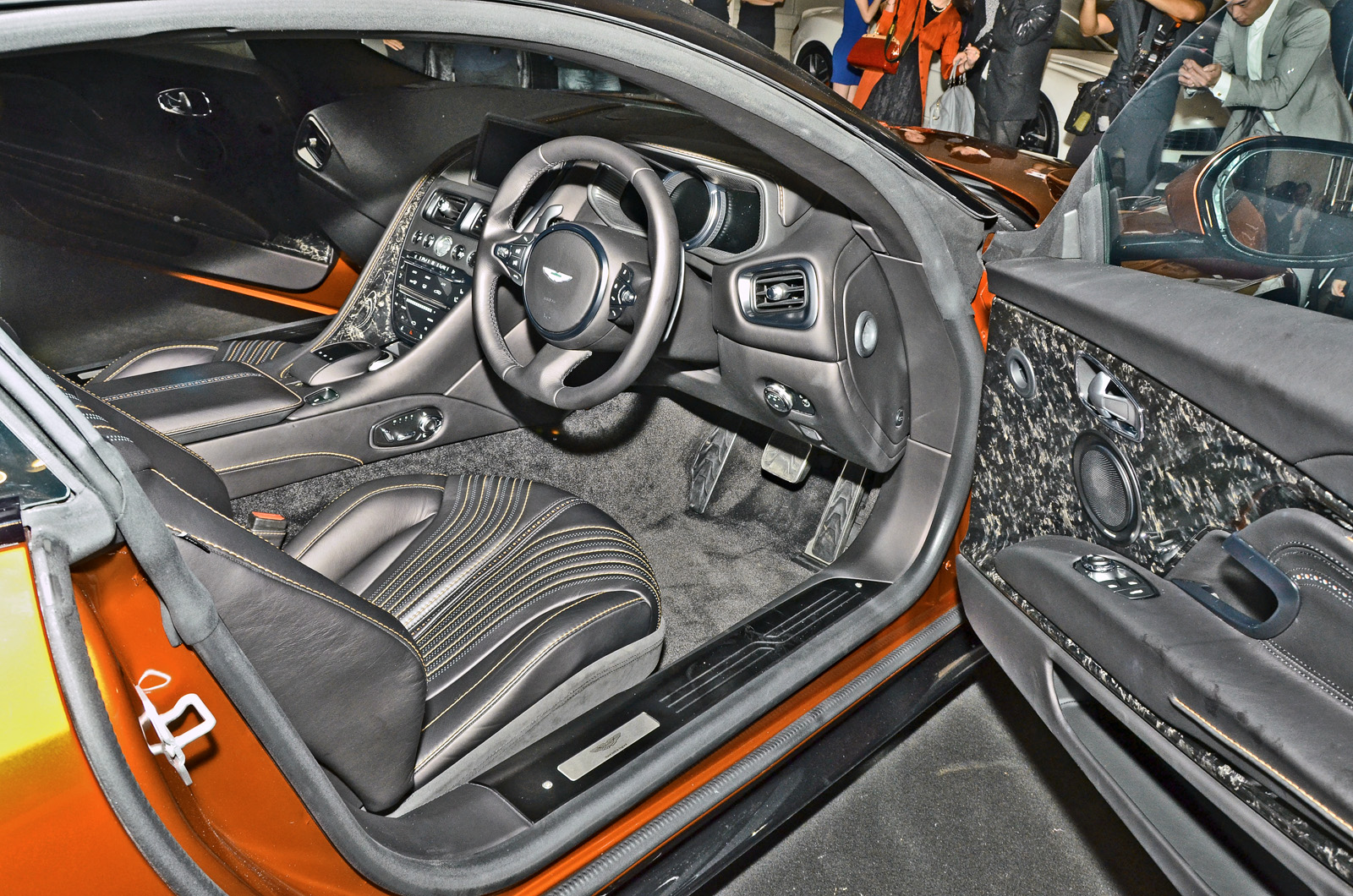
Interni

La nuova piattaforma della DB11 pesa 21 kg in meno ed è il 39% più rigida.
Lo stile si allontana parzialmente dalle linee curve delle precedenti vetture costruite sulla piattaforma VH verso un idioma più moderno e aggressivo, ma lasciando intatta la gran parte degli stilemi della marca. Grande attenzione è stata posta all'aerodinamica con degli sfoghi per l'aria dagli archi dei passaruota anteriori, per aumentare la deportanza sull'asse anteriore, mentre nei montanti del tetto posteriori (che possono essere in tinta nera insieme al tetto) sono presenti delle aperture a forma di C che conducono l'aria attraverso la zona posteriore e verso l'esterno attraverso il piccolo spoiler chiamato Aeroblade.

## Caratteristiche

### DB11 V12

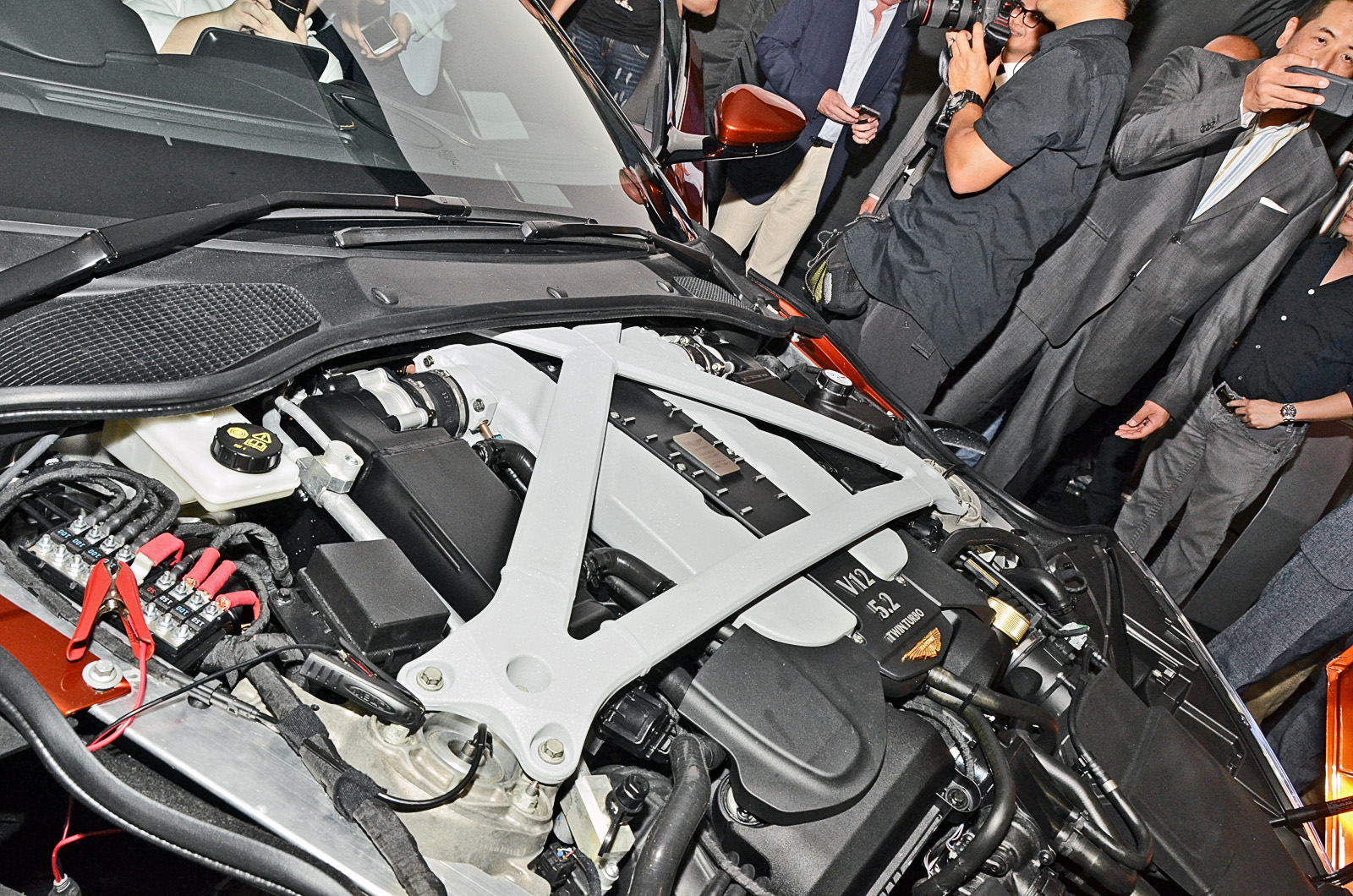
Motore

La DB11 è costruita su una nuova piattaforma che sostituisce la vecchia piattaforma VH. Invece di utilizzare il classico V12 aspirato da 6.0 litri che caratterizza tutti i modelli recenti della casa di Gaydon, l'Aston Martin ha sviluppato un inedito 5.2 litri con architettura sempre V12, comprendente 2 turbocompressori.
All'interno, c'è un nuovo sistema di infotainment di origine Mercedes-Benz, che è simile a quello utilizzato sulla Classe C, Classe E e Classe S. Nella progettazione alcuni elementi sono stati ripresi dal prototipo Aston Martin DB10 che è protagonista nel film Spectre.

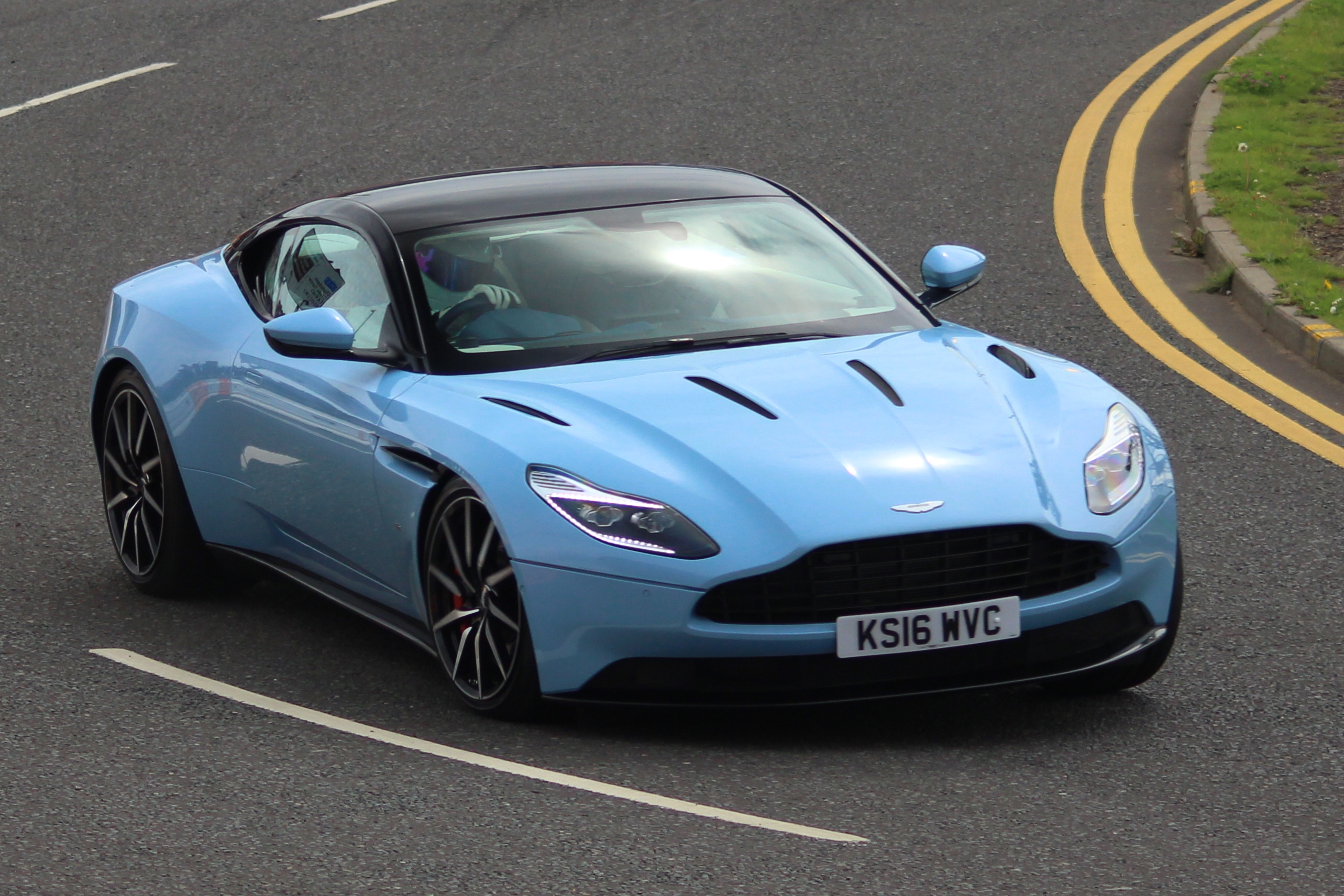
DB11 V12

La DB11 è alimentata da un motore V12 da 5204 cm³ dotato di due turbo, completamente nuovo che lo rende il primo propulsore turbo per la produzione di serie e di massa della storia della Aston Martin. Il motore produce 608 CV di potenza erogati a 6500 e 700 Nm di coppia disponibili nell'arco di 1500-5000 giri/min. La vettura è dotata di un cambio a 8 rapporti ZF automatico montato posteriormente con schema transaxle. La DB11 accelera da 0 a 100 km/h in 3,9 secondi e raggiunge i 322 km/h di velocità massima.

## Evoluzione

### DB11 V8
In virtù dell'accordo stipulato con la casa tedesca, il modello disponibile inizialmente V12 è stato affiancato da una versione V8 nell'estate del 2017. Il propulsore 4,0 litri, sviluppato dalla Mercedes-AMG già montato sulla Mercedes-Benz AMG GT, possiede un sistema di sovralimentazione a doppio turbo che montato sulla vettura fa ridurre il peso di 115 kg. L'unità produce 510 CV a 6.000 giri con una coppia di 675 Nm, con una velocità massima di 300 km/h e accelerazione sullo 0 a 100 km/h in 4 secondi. Esteticamente vi sono ruote differenti, fari bruniti e due prese d'aria in meno sul cofano motore.

### DB11 Volante

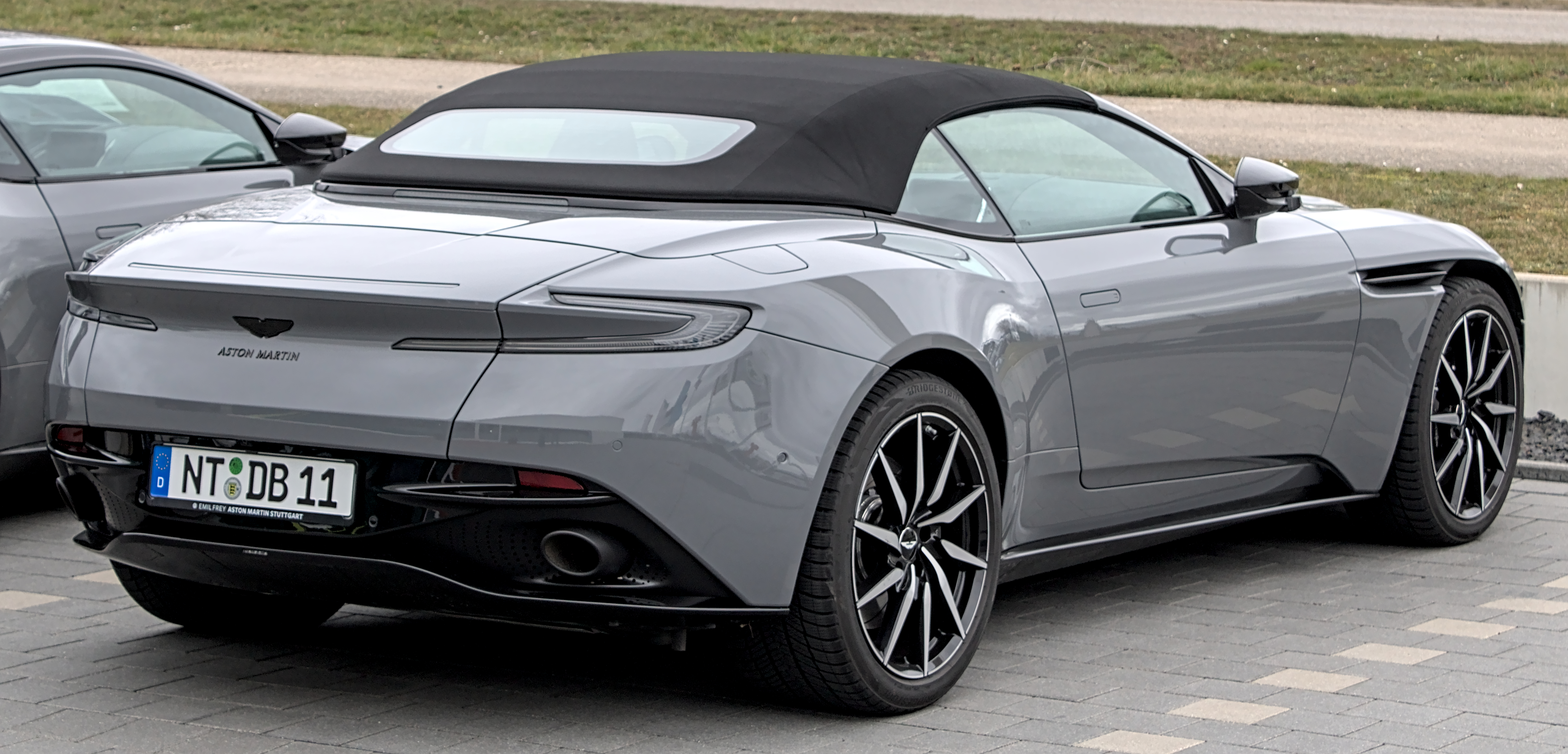
DB11 Volante

La versione cabriolet chiamata DB11 Volante è stata introdotta nel 2018. La DB11 Volante ha una ripartizione dei pesi anteriore/posteriore pari a 47/53 e condivide lo stesso motore V8 biturbo M177 da 4,0 litri con la coupé DB11 V8, anche se in questa versione dispone di una coppia maggiore, poiché il motore eroga una potenza di 510 CV (375 kW) e una coppia di 696 Nm. La Volante accelera da 0–100 km/h in 4,1 secondi e può toccare una velocità massima di 301 km/h. Inoltre per via della rimozione del tetto, sulla Volante si sono resi necessari l'applicazione di rinforzi sul telaio, che hanno portato come conseguenza un aggravio di peso pari a circa 110 kg in più rispetto alla medesima versione V8, a causa delle molteplici modifiche di irrigidimento al pianale, oltre che volte a mantenere intatta e stabile l'integrità strutturale della Volante alle alte velocità.

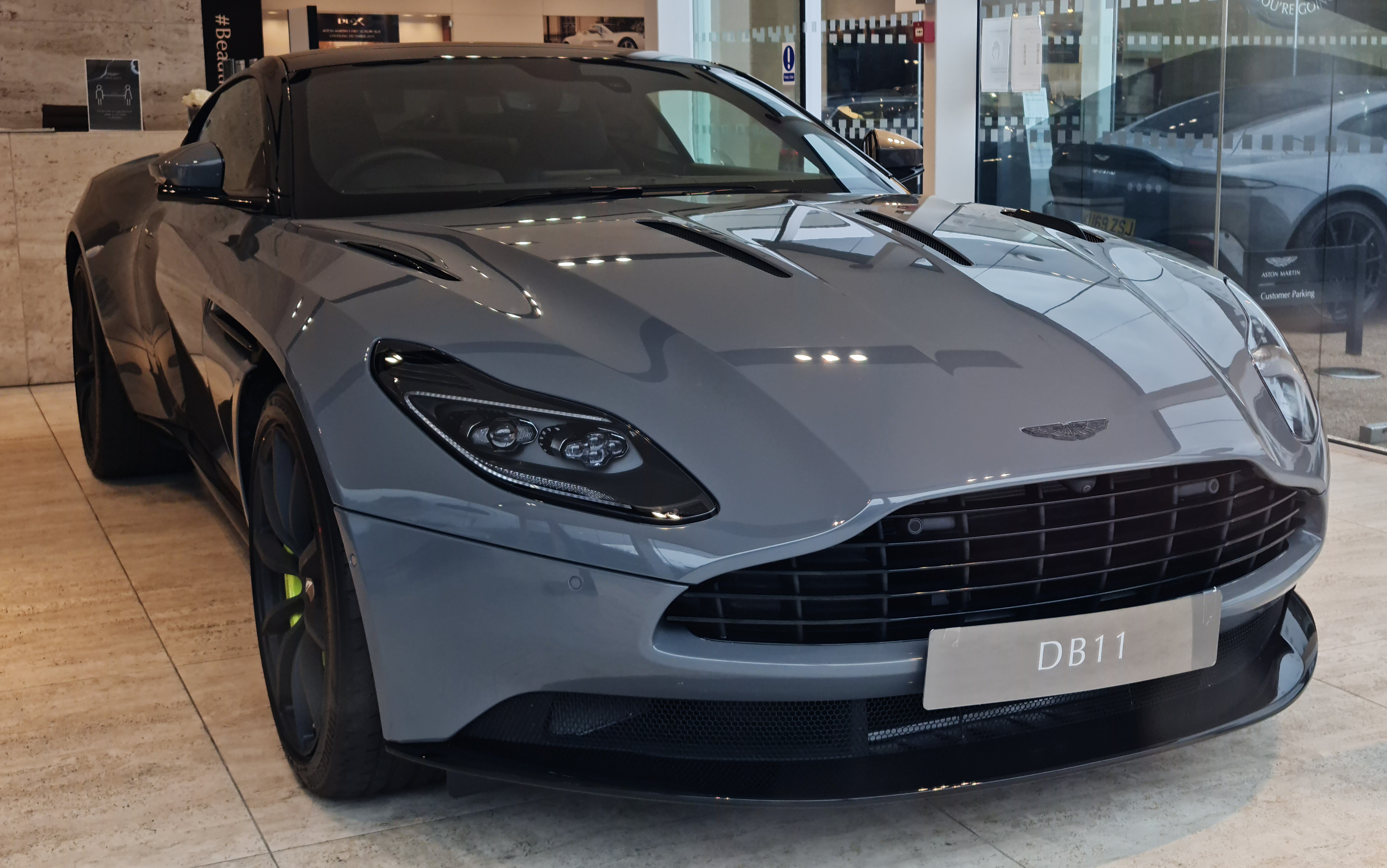
DB11 AMR

### DB11 AMR
Nel maggio 2018 l'Aston Martin ha presentato la DB11 AMR, che va a sostituire la DB11 V12. Questa versione ha ricevuto svariati miglioramenti rispetto alla V12 standard, tra cui delle migliorie al propulsore con un incremento di potenza fino ad erogare 639 CV (470 kW). Inoltre sono stati modificati le logiche di funzionamento del cambio del cambio automatico per velocizzare i cambi marcia e le sospensioni posteriori che sono state irrigidite. Questi miglioramenti hanno fatto scendere in tempo nello 0–97 km/h a 3,5 secondi e aumentato la velocità massima a 335 km/h. Altre caratteristiche peculiari di questa versione includono un diverso sistema di scarico, tetto di colore nero, finiture interne di colore scuro e nuovi cerchi in lega forgiata da 20 pollici più leggeri di 3,5 kg.
Aston Martin ha prodotto una serie limitata di soli 100 esemplari della DB11 AMR chiamata Signature Edition, caratterizzata da una livrea verde e gialla simile a quello della vettura da competizione Vantage GTE, finiture interne nere con cuciture verde e cerchi in lega da 20 pollici forgiati in nero lucido.